# 220 (singolo)
220 (in russo Двести двадцать?, Dvesti dvadcat') è un singolo del duo musicale russo t.A.T.u., pubblicato il 25 aprile 2008 come secondo estratto dal terzo album in studio in lingua russa Vesëlye ulybki.
La versione in lingua inglese della canzone si intitola Sparks.

## Descrizione
Scritta e composta da Valerij Polienko, 220 è stata registrata al Bonum Studio a Mosca e mixata ai Sarm West Studios a Londra. Il singolo è stato presentato in anteprima nelle radio russe nell'aprile del 2008, ed è stato poi reso disponibile sul MySpace del duo lo stesso mese e inserito come bonus track nel maxi singolo di Belyj plaščik, distribuito al pubblico nel maggio del 2008. Il titolo fa riferimento a 220 volt, valore standard della tensione elettrica utilizzato per la distribuzione di energia elettrica in Russia e in molti altri paesi del mondo.
Come spiegato da Lena Katina in un'intervista, 220 era stato pensato come brano solista di Julia Volkova, ma dal momento che il management decise di pubblicarla come singolo e di girare quindi un videoclip, la voce di Lena fu aggiunta in un secondo momento al ritornello.

## Video musicale
Il video musicale del brano è stato pubblicato sul canale YouTube delle t.A.T.u. il 4 giugno 2008. La clip è stata girata da James Cox il 2 marzo 2008, nella città di Santa Clarita a Los Angeles, in un'unica lunga giornata. Nelle scene, all'interno di una grande sala in stile Art déco, le due cantanti, in abiti burlesque, eseguono il brano e si esibiscono in una coreografia sincronizzata, con l'intera band intenta a suonare alle loro spalle.
Prima delle registrazioni, le t.A.T.u. avevano provato la coreografia otto ore al giorno, per un totale di tre giorni complessivi. La stessa appariscente danza accompagnò ogni esibizione live di 220 ai concerti.

### Versione alternativa
La prima versione del video, girata sempre da James Cox e rimasta inedita, era diversa: nelle scene, Lena e Julia appaiono abbigliate con giacchetti in plastica trasparente, mentre cantano la canzone in una stanza riempita di luci cadenti dal soffitto. Julia Volkova descrisse però il video come una seconda versione di Gomenasai, e l'idea fu scartata. Alcune scene del video alternativo sono reperibili sul web.

### Successo televisivo e in rete
Il video ha raggiunto popolarità in tutto il mondo, arrivando al primo posto della pagina video di Google nel giugno del 2008, al quinto posto nella classifica latino-americana "Top 20 Video" e alla posizione numero 1 in Polonia nella classifica "MTV Maxxx Hits"; ha inoltre segnato la settima posizione nella classifica del principale canale televisivo musicale in Bulgaria e il terzo posto della classifica "The World Chart Express" di MTV Europe. Il video, come comunicato dal sito ufficiale del duo, è stato votato Video of the Year 2008 su MTV Russia.

## Classifiche
| Classifica (2008) | Posizione massima |
| ----------------- | ----------------- |
| Russia            | 83                |

## Premi
- Video dell'anno 2008 – MTV Russia[11]